# Weitmündige Schlammschnecke
Die Weitmündige Schlammschnecke (Radix ampla) ist eine Wasserlungenschnecke aus der Familie der Schlammschnecken. Die Art ist seit dem Pleistozän nachgewiesen.

## Merkmale
Das Gewinde des Gehäuses ist sehr klein, die letzte Windung ist sehr stark vergrößert. Der Obere Rand der Gehäuseöffnung ist meist höher als die Spitze des Gehäuses. Der Innenrand der Öffnung ist stark umgebogen. Die Falte ist gerade. Das Gehäuse ist bis 20 mm hoch und bis 19 mm breit. Die Gehäuse ist festschalig und fast undurchsichtig.

## Lebensweise und Verbreitung
Die Art lebt in ruhigen Teilen von Flüssen und Seen. Sie halten sich meist an der Uferlinie nahe der Wasseroberfläche auf. Die Art kommt in Mittel- und Osteuropa bis nach Sibirien vor. Sie ist relativ selten.

## Ähnliche Arten
Die Art ist vor allem mit der Ohrschlammschnecke zu verwechseln. Die Spindelfalte ist aber im Gegensatz zu dieser Art nicht verdreht und meist stärker umgeschlagen.